# Segré-en-Anjou Bleu
Segré-en-Anjou Bleu è dal 15 dicembre 2016 un nuovo comune francese sito nel dipartimento di Maine e Loira nella regione di Paesi della Loira. Si trova nella parte orientale del massiccio armoricano. È attraversato dal fiume Oudon, affluente della Mayenne.

## Origini del nome
L'espressione "Anjou Bleu" fa riferimento alla presenza in questa parte nord-ovest dell'Angiò di miniere d'ardesia, che sono state sfruttate fino al 1985, in particolare nell'ex comune di Noyant-la-Gravoyère.
La grafia del nome del comune, scelta dai consiglieri comunali e ripresa nel decreto firmato dal prefetto poi nel Codice ufficiale geografico non è conforme alle regole di toponimia del territorio francese definite dall'Istituto geografico nazionale. La grafia corretta sarebbe « Segré-en-Anjou-Bleu ».

## Storia
Il nuovo comune di Segré-en-Anjou Bleu è nato il 15 dicembre 2016 a seguito di un decreto prefettizio del 30 settembre 2016. Esso raggruppa gli ex comuni di Aviré, di Le Bourg-d'Iré, di La Chapelle-sur-Oudon, di Châtelais, di La Ferrière-de-Flée, di L'Hôtellerie-de-Flée, di Louvaines, di Marans, di Montguillon, di Noyant-la-Gravoyère, di Nyoiseau, di Sainte-Gemmes-d'Andigné, di Saint-Martin-du-Bois, di Saint-Sauveur-de-Flée e di Segré che sono divenuti comuni delegati e dei quali Segré è il capoluogo.

## Monumenti e di luoghi d'interesse
- Chiesa di Notre-Dame des Tuffeaux (Chênehutte-Trèves-Cunault)
- Chiesa di Saint-Pierre-en-Vaux (Saint-Georges-des-Sept-Voies)
- Abbazia di Saint-Maur de Glanfeuil (Le Thoureil)
- Chiesa di Saint-Genulf (Le Thoureil)
- Chiesa di Saint-Gervais-et-Saint-Protais de Bessé (Le Thoureil)
- Chiesa di Saint-Vétérin (Gennes)
- Chiesa di Saint-Eusèbe (Gennes)
- Chiesa di Saint-Aubin (Chênehutte-Trèves-Cunault)
- Chiesa di Notre-Dame (Chênehutte-Trèves-Cunault)
- Chiesa di Saint-Maxenceul (Chênehutte-Trèves-Cunault)
- Cappella Saint-Macé (Chênehutte-Trèves-Cunault)
- Romitaggio di Saint-Jean
- Chiesa di Saint-Barnabé (Saint-Georges-des-Sept-Voies)
- Chiesa di Saint-Martin (Saint-Martin-de-la-Place)
- Priorato della Madeleine de Boumois
- Chiesa di Notre-Dame (Rosiers-sur-Loire).

## Economia
A Rosiers-sur-Loire nel 2008, su 220 aziende presenti nel comune, il 51 % appartenevano ai settori del commercio e dei servizi e il 25 % a quello dell'agricoltura.
Due anni dopo, nel 2010, su 228 aziende presenti nel comune, il 23 % appartenevano al settore dell'agricoltura (contro una media del 17 % del dipartimento), il 7 % al settore dell'industria, il 10 % al settore delle costruzioni, il 52 % a quello del commercio e dei servizi e l'8 % ai settori dell'amministrazione e della sanità.
Su 238 aziende presenti nel comune a fine 2014, il 15 % appartenevano al settore dell'agricoltura (contro una media dell'11 % del dipartimento), il 10 % al settore dell'industria, l'8 % al settore delle costruzioni, il 56 % a quelli del commercio e dei servizi e il 12 % ai settori dell'amministrazione e della sanità.
A Gennes, su 181 aziende presenti nel comune a fine 2010, il 14 % appartenevano al settore dell'agricoltura (contro una media del 17 % per il dipartimento), l'11 % al settore dell'industria, l'11 % al settore delle costruzioni, il 51 % a quello del commercio e dei servizi e il 14 % al settore dell'amministrazione e della sanità.